# Xu Fei
Xu Fei (chinesisch 徐菲; * 17. September 1994) ist eine chinesische Ruderin. Mit dem Achter war sie 2021 Olympiadritte.

## Sportliche Karriere
Xu Fei belegte 2018 mit dem chinesischen Achter den achten Platz bei den Weltmeisterschaften in Plowdiw. 2019 erreichte der chinesischen Achter den siebten Platz bei den Weltmeisterschaften 2019 in Linz/Ottensheim, nur die ersten fünf Achter waren mit dem Ergebnis der Weltmeisterschaften automatisch für die Olympischen Spiele 2020 qualifiziert. Im Mai 2021 fand die letzte Qualifikationsregatta für die Olympischen Spiele in Tokio statt, dieses Rennen gewann der chinesische Achter. In Tokio belegten Wang Zifeng, Wang Yuwei, Xu Fei, Miao Tian, Zhang Min, Ju Rui, Li Jingjing, Guo Linlin und Steuermann Zhang Dechang sowohl im Vorlauf als auch im Hoffnungslauf den dritten Platz. Diesen Platz erreichten sie auch im Finale und gewannen damit die Bronzemedaille hinter den Kanadierinnen und den Neuseeländerinnen. Im Ziel hatten die Chinesinnen eine Sekunde Rückstand auf die Zweitplatzierten und ebenfalls eine Sekunde Vorsprung auf das viertplatzierte Boot aus den Vereinigten Staaten.